# Малые Будища (Зеньковский район)
Малые Будища (укр. Малі Будища) — село,
Малобудищанский сельский совет,
Зеньковский район,
Полтавская область,
Украина.
Код КОАТУУ — 5321383601. Население по переписи 2001 года составляло 548 человек.
Является административным центром Малобудищанского сельского совета, в который, кроме того, входят сёла
Безруки,
Глинское и
Хижняковка.

## Географическое положение
Село Малые Будища находится в 1 км от правого берега реки Ворскла,
выше по течению на расстоянии в 2,5 км расположено село Хижняковка,
ниже по течению примыкает пгд Опошня.
Примыкает к селу Поповка.
Река в этом месте извилистая, образует лиманы, старицы и заболоченные озёра. Рядом проходит автомобильная дорога Т-2109.

## История
Церковь Рождества Пресвятой Богородицы известна с 1722 года 
Село указано на специальной карте Западной части России Шуберта 1826—1840 годов как Будищечки

## Экономика
- «Околица», ООО.
- Сельхозкооператив «Прогресс».

## Объекты социальной сферы
- Школа.

## Достопримечательности
- Церковь Рождества Пресвятой Богородицы (построена в 1887 году).